# Yōji Kondō
Pour les articles homonymes, voir Kondō.
Yōji Kondō (近藤 陽次, Kondō Yōji), né le 26 mai 1933 et mort le 9 octobre 2017, est un astronome japonais également auteur de science fiction sous le pseudonyme Eric Kotani.

## Biographie
Yōji Kondō a édité Requiem (1992) et a contribué à New Destinies (1988), après la mort en 1988 de son ami l'écrivain Robert A. Heinlein.
Kondo est également auteur de Interstellar Travel & Multi-Generational Space Ships, dans l'Apogee Books Space Series.
Kondo était aussi un professeur accompli d'aïkido et de judo.

## Œuvres
- Act of God, Eric Kotani & John Maddox Roberts, Baen Books, 1985.
- The Island Worlds, E. Kotani & J.M. Roberts, Baen, 1987.
- Between the Stars, E. Kotani & J.M. Roberts, Baen, 1988.
- Delta Pavonis, E. Kotani & J.M. Roberts, Baen Books, 1990.
- Supernova, R. M. Allen & E. Kotani, Avon Books (1991).
- Requiem: New Collected Works by Robert A. Heinlein and Tributes to the Grand Master, ed. Y. Kondo, Tor Books, 1992.
- Death of A Neutron Star, E. Kotani, Pocket Books, 1999.
- Legacy of Prometheus, E. Kotani & J.M. Roberts, Tom Doherty Associates (Tor Books), 2000.
- The Edgeworld.
- Orbital Station Fear, E. Kotani, publié dans la Teknobook anthology, Space Stations, 2004.